# Elżbieta Szilágyi
Elżbieta Szilágyi (węg. Szilágyi Erzsébet, ur. ok. 1410, zm. 1483 lub 1484) – węgierska królowa matka, szlachcianka z komitatu Szilágy, żona Jana Hunyadyego i matka króla Węgier Macieja Korwina.
Elżbieta urodziła się ok. 1410 roku w Siedmiogrodzie, w jednej ze znaczniejszych i bardziej wpływowych rodzin swoich czasów. Została żoną Jana Hunyadyego, regenta Węgier.

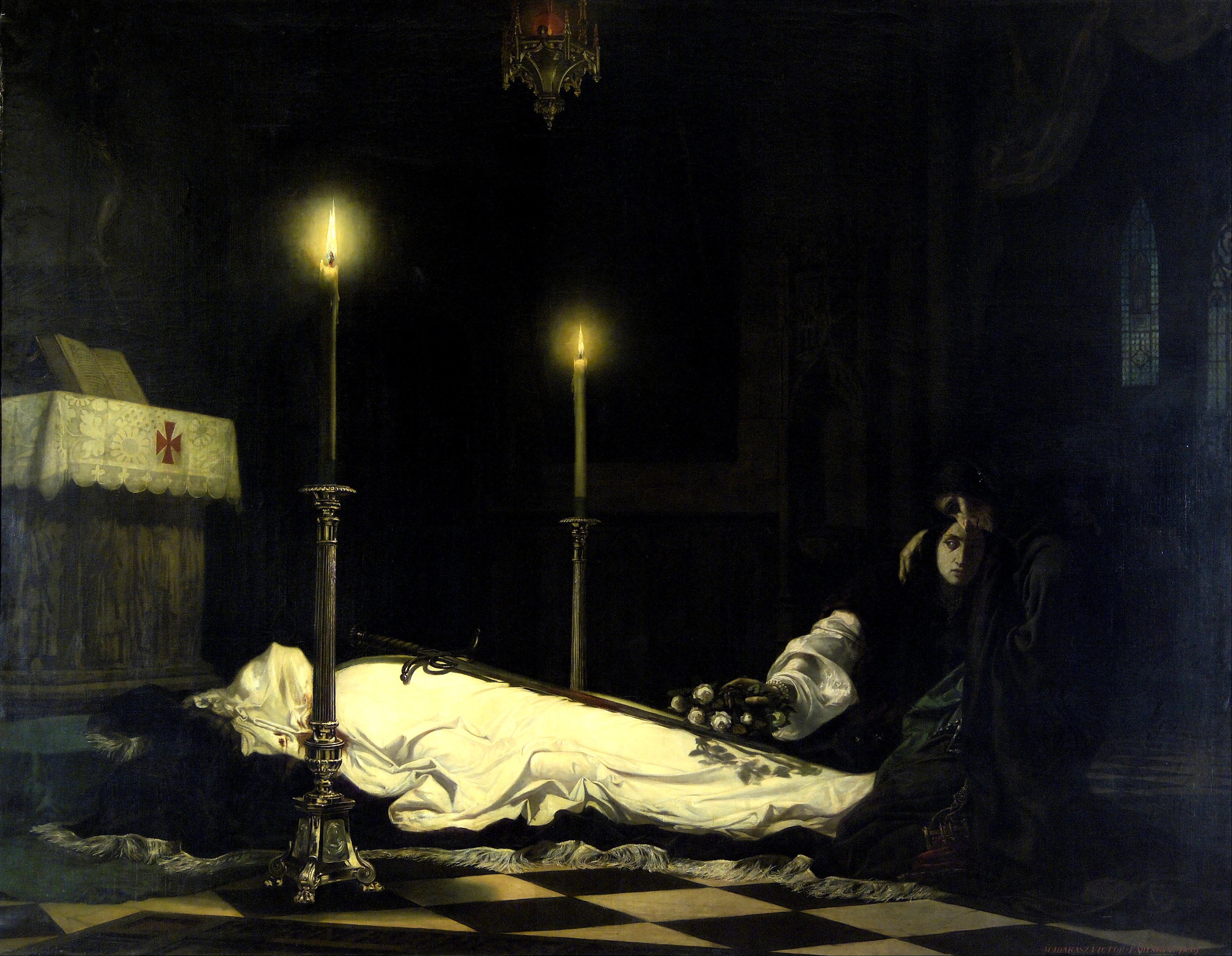
Elżbieta nad ciałem syna Władysława

Gdy w 1456 roku jej najstarszy syn, Władysław Hunyady, zabił hrabiego Ulryka II Cylejskiego, wuja króla Węgier Władysława Pogrobowca, Elżbieta zdołała wywalczyć od młodego króla zobowiązanie, że nie dokona zemsty na jej synu. Jednak wkrótce potem władca złamał obietnicę i zlecił egzekucję Władysława Hunyadiego, w efekcie czego Elżbieta i jej brat Mihály wszczęli wojnę domową przeciwko królowi.
Król próbował początkowo zawrzeć ugodę z Elżbietą, ale po roku zmarł (1457), a Mihály Szilágyi zdołał zapewnić elekcję jej drugiego syna, Macieja Hunyadiego na tron Węgier. Elżbieta z bratem doprowadzili do porozumienia z dwoma potężnymi magnatami, Miklósem Újlakim i László Garaiem, którzy byli zaangażowani w egzekucję Władysława. W efekcie ugody poparli oni kandydaturę Macieja na tron, w zamian zapewnili sobie, że nie będą odpowiadać za śmierć Władysława.
Po koronacji syna Elżbieta rezydowała w majątku w Óbuda. W 1465 roku zbudowała klasztor dla franciszkanów, w 1477 roku ufundowała kaplicę w Óbuda dla jej mieszkańców. Od 1473 roku pomagała w wychowaniu wnuka, Jana.
W 1473 roku wysłała list do papieża, w którym przekonywała go do kanonizacji jej męża oraz Jana Kapistrana.
Zmarła w 1483 lub 1484 roku.